# Richard Bradley (Archäologe)
Richard Bradley (* 18. November 1946) ist ein britischer Prähistoriker.

## Leben
Bradley wurde in Hampshire als Sohn eines Metallurgen geboren. Bereits früh nahm er an Ausgrabungen teil.  
Bradley erwarb seinen MA in Jura an der Universität Oxford. Er publizierte zahlreiche Artikel in Fachzeitschriften und wurde 1971 als Assistent in Reading eingestellt, ohne eine akademische Qualifikation für Archäologie zu besitzen. Er war Mitglied der English Royal Commission for Ancient Monuments. Er ist Professor für Vorgeschichte an der Universität von Reading. Zu seinen Interessengebieten zählen das Neolithikum und die Bronzezeit, megalithische Bauwerke und Siedlungsarchäologie. Er grub die Recumbent Stone Circles von Tomnaverie (1999), Cothiemuir Wood und Aikey Brae (2001) aus und schreibt den Kreisen eine lunare Orientierung zu.
Seit 1976 ist Richard Bradley ist mit der Geschichtslehrerin Katherine Bowden verheiratet und lebt in Oxford.

## Mitgliedschaften
Bradley ist Mitglied der Society of Antiquaries of London und der British Academy. Er ist Ehrendoktor der Universität von Lund.

## Schriften
- Image and audience. Rethinking prehistoric art. Oxford University Press, Oxford u. a. 2009, ISBN 978-0-19-953385-5.
- The Prehistory of Britain and Ireland. Cambridge University Press, Cambridge u. a. 2007, ISBN 978-0-521-84811-4.
- The Moon and the Bonfire. An investigation of three stone circles in north-east Scotland. Society of Antiquaries of Scotland, Edinburgh 2005, ISBN 0-903903-33-4.
- Altering the earth. The origins of monuments in Britain and Continental Europe (= the Rind Lectures. 1991/1992 = Society of Antiquaries of Scotland. Monograph Series. 8, ISSN 0263-3191). Society of Antiquaries of Scotland, Edinburgh 1993.
- mit Mark Edmonds: Interpreting the axe trade. Production and exchange in Neolithic Britain. Cambridge University Press, Cambridge u. a. 1993, ISBN 0-521-43446-7.
- mit John C. Barrett und Martin Green: Landscape, monuments and society. The prehistory of Cranborne Chase. Cambridge University Press, Cambridge u. a. 1991, ISBN 0-521-32128-X.